# Ligota (gromada w powiecie trzebnickim)
Ligota – dawna gromada, czyli najmniejsza jednostka podziału terytorialnego Polskiej Rzeczypospolitej Ludowej w latach 1954–1972.
Gromady, z gromadzkimi radami narodowymi (GRN) jako organami władzy najniższego stopnia na wsi, funkcjonowały od reformy reorganizującej administrację wiejską przeprowadzonej jesienią 1954 do momentu ich zniesienia z dniem 1 stycznia 1973, tym samym wypierając organizację gminną w latach 1954–1972.
Gromadę Ligota z siedzibą GRN w Ligocie utworzono – jako jedną z 8759 gromad na obszarze Polski – w powiecie trzebnickim w woj. wrocławskim, na mocy uchwały nr 29/54 WRN we Wrocławiu z dnia 2 października 1954. W skład jednostki weszły obszary dotychczasowych gromad Ligota, Jaźwiny, Komorowo, Masłów, Kobylice i Koczurki ze zniesionej gminy Trzebnica w tymże powiecie. Dla gromady ustalono 13 członków gromadzkiej rady narodowej.
1 stycznia 1960 gromadę zniesiono, a jej obszar włączono do gromad: Trzebnica (wsie Ligota, Kobylice, Masłów, Jaszyce i Jaźwiny) i znoszonej Domanowice (wsie Koczurki i Komorowo) w tymże powiecie.